# 1314
1314（千三百十四、せんさんびゃくじゅうよん、せんさんびゃくじゅうし）は自然数、また整数において、1313の次で1315の前の数である。

## 性質
- 1314は合成数であり、約数は 1, 2, 3, 6, 9, 18, 73, 146, 219, 438, 657, 1314 である。
  - 約数の和は2886。
- 13142 + 1 = 1726597であり、n2 + 1 の形で素数を生む141番目の数である。1つ前は1306、次は1316。
- 293番目のハーシャッド数である。1つ前は1310、次は1320。
  - 9を基とする81番目のハーシャッド数である。1つ前は1305、次は1323。
- 異なる3つの平方数の和10通りで表せる23番目の数である。1つ前は1274、次は1322。(オンライン整数列大辞典の数列 A025348)
- 1314 = 1296 + (1 + 2 + 9 + 6)
  - n = 36 のときの n2 とその各位の和との和とみたとき1つ前は1235、次は1388。(オンライン整数列大辞典の数列 A171613)

## その他 1314 に関連すること
- 西暦1314年
- ラジオ大阪の周波数は1314kHzである。
- 1314 V-STATION